# 마크 맥그래스
마크 맥그래스(Mark McGrath, 1968년 3월 15일 ~ )는 미국의 가수로, 록 밴드 슈가 레이의 일원으로 활동하고 있다. 2005년 《아메리칸 아이돌》에 객원 심사 위원으로 출연하였다.

## 음반 목록

### 슈가 레이정규 앨범
- Lemonade and Brownies (1995)
- Floored (1997)
- 14:59 (1999)
- Sugar Ray (2001)
- In the Pursuit of Leisure (2003)
- Music for Cougars (2009)
- Little Yachty (2019)

### 솔로 EP
- Summertime's Coming (2015)

### 싱글
- "Party for Two" (Pop Version) - 셔나이아 트웨인 (feat. 맥그래스)
- "Do It Again" - 마이크 러브 (feat. 맥그래스, 존 스테이모스) (2017)

## 영상 목록

### 영화
- 업타운 걸스 (2003)
- 샤크스톰2: 샤크네이도 (2014)
  - 샤크네이도 스톰 (2015)

### 텔레비전
- 아메리칸 아이돌 (2005) - 객원 심사 위원
- 로앤오더: 성범죄 전담반 (2005)
- 오피스 (2013)